# Poule de Westphalie
Pour les articles homonymes, voir Westphalie.

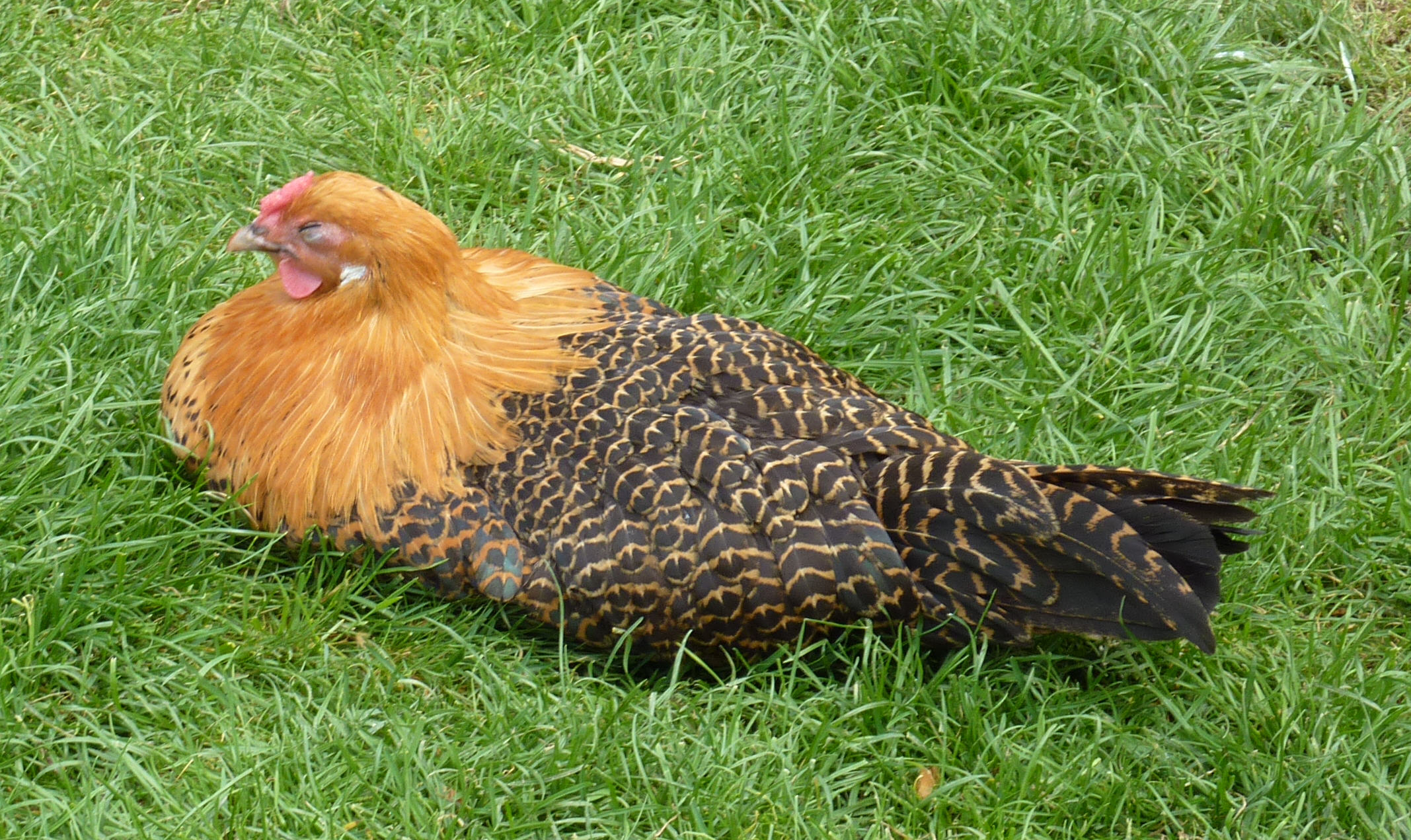
Jeune coq barré crayonné doré

La poule de Westphalie (Westfälischer Totleger en allemand) est une race de poule domestique allemande, originaire de Westphalie, qui compte plus de mille sujets inscrits dans ce pays.

## Description
C'est une volaille de type fermier, vive et très active, de hauteur moyenne à emplumage fourni.

### Origine
Originaire de Westphalie, cette race a au moins quatre cents ans et elle est fixée au milieu du XIXe siècle. Elle est proche génétiquement de la mouette de la Frise orientale de la hambourg et de la braekel. C'est une pondeuse prolifique, de 160 à 220 œufs par an.

### Standardofficiel
- Masse idéale : Coq : 2 à 2,5 kg ; Poule : 1,5 à 2 kg
- Crête : frisée
- Oreillons : blancs
- Couleur des yeux : brun
- Couleur de la peau : blanche
- Couleur des tarses : gris
- Variétés de plumage : barré crayonné argenté / barré crayonné doré
- Œufs à couver : min. 55g, coquille blanche
- Diamètre des bagues : Coq : 18mm ; Poule : 16mm

## Sources
- Le Standard officiel des volailles (Poules, oies, dindons, canards et pintades), édité par la SCAF.